# Dušanovo (miasto Leskovac)
Dušanovo (cyr. Душаново) – wieś w Serbii, w okręgu jablanickim, w mieście Leskovac. W 2011 roku liczyła 170 mieszkańców.